# Alain Côté (Eishockeyspieler, 1967)
Alain Gabriel Côté (* 14. April 1967 in Montmagny, Québec) ist ein ehemaliger kanadischer Eishockeyspieler, der während seiner aktiven Karriere zwischen 1983 und 2012 unter anderem 130 Spiele für die Boston Bruins, Washington Capitals, Canadiens de Montréal, Tampa Bay Lightning und Nordiques de Québec in der National Hockey League auf der Position des Verteidigers bestritten hat.

## Karriere
Côté spielte zunächst zwischen 1983 und 1985 für die Remparts de Québec und Bisons de Granby in der Québec Major Junior Hockey League. Nach der Auswahl im NHL Entry Draft 1985 durch die Boston Bruins sammelte der Verteidiger in der Saison 1985/86 erstmals Profierfahrung in der National Hockey League, kehrte aber alsbald in den Juniorenbereich nach Granby zurück.
Ab dem Sommer 1987 war Côté dann fest im Profibereich verwurzelt und gehörte in der Folge den Franchises der Washington Capitals, Canadiens de Montréal, Tampa Bay Lightning und Nordiques de Québec an. Dort kam er aber zumeist für deren Farmteams in der American Hockey League zum Einsatz. Bis zum Ende der Saison 1993/94 bestritt er in neun Spielzeiten 130 Spiele in der NHL.
Anschließend lief der Abwehrspieler in der Saison 1994/95 für den HK Olimpija Ljubljana in Slowenien auf, mit dem er die Slowenische Meisterschaft errang. Danach kehrte er wieder nach Nordamerika zurück und absolvierte die beiden folgenden Spielzeiten für die San Francisco Spiders und Rafales de Québec in der International Hockey League, gefolgt von einem zweijährigen Aufenthalt in Japan bei Snow Brand Sapporo. In der Spielzeit 1999/2000 war Côté für die Nürnberg Ice Tigers in der Deutschen Eishockey Liga aktiv. Darauf folgte ein einjähriges Intermezzo bei Tappara Tampere in der finnischen SM-liiga.
Im Frühjahr 2001 kehrte Côté in seine Heimatprovinz Québec zurück. Dort spielte er mit Unterbrechungen bis 2012 für zahlreiche semi-professionelle Klubs, ehe er seine Karriere beendete.

### International
Côté nahm mit seinem Heimatland an der Junioren-Weltmeisterschaft 1986 teil. Dabei gewann er mit der Mannschaft die Silbermedaille.

## Erfolge und Auszeichnungen
- 1986 Silbermedaille bei der Junioren-Weltmeisterschaft
- 1995 Slowenischer Meister mit dem HK Olimpija Ljubljana